# Cercle de Nyamina
Le cercle de Nyamina est une circonscription administrative malienne instauré en 2023, il constitue le 6e cercle de la région de Koulikoro.

## Géographie
Le cercle compte 2 communes et s'étend sur 1 723 km2 à l'est de la région de Koulikoro, soit  3,66 % de la superficie régionale.

## Administration
Instauré en 2023, le cercle compte 2 communes, 2 arrondissements et 74 VFQ : villages, fractions et quartiers. Le cercle est codé en 0206.
| Code   | Arrondissement                    |
| ------ | --------------------------------- |
| 020601 | Arrondissement central de Nyamina |
| 020602 | Arrondissement de Tougouni        |

| Code     | Commune  | Chef-lieu | VFQ | Superficie (km2) |
| -------- | -------- | --------- | --- | ---------------- |
| 02060101 | Nyamina  | Nyamina   | 51  | 1191             |
| 02060201 | Tougouni | Tougouni  | 23  | 532              |